# Lucille Lortel Award
Il Lucille Lortel Award è un premio statunitense che viene assegnato ai migliori spettacoli teatrali di prosa e musical rappresentati nell'Off-Broadway. Il premio, istituito nel 1986, è presentato dalla Lega dei teatri dell'Off Broadway e dei produttore (League of Off-Broadway Theatres and Producers).